# Istituto dei Ciechi di Milano
L'Istituto dei Ciechi di Milano è un edificio storico di Milano situato in via Vivaio al civico 7.

## Storia e descrizione
L'edificio fu costruito a partire dal 1892 su un terreno occupato perlopiù da giardini per fornire lo spazio necessario all'Istituto dei ciechi di Milano, fondato da Michele Barozzi. Il complesso, realizzato da Giuseppe Pirovano, ricorda per stile le ville suburbane neoclassiche del milanese, con un avancorpo scandito da tre ordini di lesene nella disposizione classica: dorico, ionico e corinzio, con il piano terreno decorato a bugnato liscio e il piano nobile con finestre a serliana. La facciata è sormontata da un grande timpano a fondo liscio. Notevoli sono l'atrio arricchito con busti e ritratti dei benefattori dell'ente e il salone dei concerti (Sala Barozzi) decorato da affreschi di elementi floreali e medaglioni con ritratti di famosi musicisti, nonché dotato di uno splendido organo Vegezzi-Bossi.
Nel 1925 fu aggiunta una nuova ala su progetto dell'architetto Mario Faravelli e dell'ingegnera Gaetanina Calvi.